# Karl Mohr (Politiker, 1769)
Karl Matthäus Johannes Mohr (getauft 6. Februar 1769 in Pfeddersheim; † 15. Januar 1842 in Darmstadt) war ein hessischer Pfarrer und Politiker und ehemaliger Abgeordneter der 2. Kammer der Landstände des Großherzogtums Hessen.

## Familie
Karl Mohr war der Sohn des kurpfälzer Kollektors Philipp Ludwig Mohr und dessen Frau Katharina Margaretha. Karl Mohr war verheiratet und evangelischer Konfession.

## Ausbildung und Beruf
Karl Mohr wurde 1792 Vikar in Heidelsheim.  1797 bis 1807 war er zweiter Pfarrer an der Katharinenkirche Oppenheim, später war er dort Hospitalschaffner.

## Politik
1826 bis 1842 wurde Mohr für den Wahlbezirk Rheinhessen 6/Oppenheim bzw. für den Wahlbezirk Starkenburg 11/Umstadt in die Zweite Kammer der Landstände gewählt.